# Gregor Poynton
Gregor Arthur Poynton est un homme politique du Parti travailliste écossais qui est député de Livingston depuis 2024.

## Carrière
Poynton est originaire de Falkirk, tout comme ses parents. Il a déjà tenté d'être sélectionné comme candidat du Parti travailliste dans cette circonscription en 2013, mais sans succès.
Poynton travaille dans le domaine des communications depuis qu'il a quitté l'école. De 2009 à 2014, Poynton travaille pour Blue State Digital, une société de conseil en collecte de fonds et en campagnes en ligne.
Poynton travaille au siège du parti travailliste sur le sujet de la stratégie électorale en tant que directeur de l'engagement externe et travaille aussi pour Jim Murphy lorsqu'il est chef du parti travailliste écossais. Pendant un temps, il dirige les équipes numériques et créatives mondiales de la société de conseil gouvernemental Consulum. En 2022, il est associé chez Headland Consultancy, spécialisé dans les données, les insights et les communications digitales,.
Lors des élections générales de 2024, il est élu député de Livingston avec 18 324 voix.

## Vie personnelle
Il est auparavant marié à l'ancienne députée travailliste Gemma Doyle mais il s'est depuis remarié avec la conseillère travailliste Amy Richards.